# Diane Lane
Diane Lane (New York, 1965. január 22. –) Oscar-, Golden Globe- és kétszeresen Primetime Emmy-díjra jelölt amerikai színésznő.

## Gyermekkora és családja
Lane 1965-ben született New Yorkban. Szülei elváltak még csecsemő korában. Hat évig édesanyjával élt, de 1971-ben az apja, Burt Lane visszanyerte lánya gyermekfelügyeleti jogát. Burt Lane színészek képzésével, oktatásával foglalkozott, később ő lett Diane menedzsere.

## Színészi pályafutása
Diane Lane tizenhárom évesen kezdte filmes karrierjét Laurence Olivier oldalán az Egy kis románc című filmben (1979). A kritikusok dicsérték alakítását, és megnyerte magának a tinédzserek közönségét is. Ford Coppola amerikai rendező is felfigyelt az ifjú színésznőre, és számos filmjében szerepet osztott rá, mint A kívülállók, a Rablóhal és a Gengszterek klubja, azonban színészi játéka nem hatott meggyőzően a kritika szerint. A kilencvenes években újabb felejthető alakításokat nyújtott a Dredd bíró, a Chaplin és a Jack filmekben. A Séta a Holdon (1999) volt az a film, ami újra egyenesbe hozta Lane karrierjét. A film a hatvanas években játszódik, és Lane egy frusztrált feleség szerepébe bújik, aki úgy érzi, túl korán vesztette el fiatalságát azzal, hogy korán lett várandós. 

2000-ben George Clooney és Mark Wahlberg oldalán bukkant fel a Viharzóna című filmben. 2002-ben Oscar-díjra jelölték A hűtlenben nyújtott alakításáért. A 2000-es évek további jelentős filmjei a Napsütötte Toszkána, Hollywoodland, Éjszaka a parton és A paripa. 
 2013-ban megkapta Martha Kent szerepét Az acélember című filmben, így Superman mellett többször is megjelenik (Batman Superman ellen és Az Igazság Ligája). 2016-ban harmadszor is kiválasztották Ranyevszkaja szerepére a Cseresznyéskert című komédiában.

## Magánélete
2004-ben feleségül ment Josh Brolin színészhez, de 2013-ban elváltak. Lane korábban Christopher Lambert felesége volt, akitől született egy lánya, Eleanor Lambert.
2014-ben kitüntették jótékonysági munkájáért. Már régóta támogatja a Heifer International nonprofit szervezet munkáját, amely tevékenysége során haszonállatokat ad szegény családoknak és megtanítja őket a gazdálkodásra.

## Filmográfia

### Film
| Év   | Magyar cím                                 | Eredeti cím                                         | Szerep                   | Magyar hang        |
| ---- | ------------------------------------------ | --------------------------------------------------- | ------------------------ | ------------------ |
| 1979 | Egy kis romantika                          | A Little Romance                                    | Lauren King              | Balázsy Panna      |
| 1980 |                                            | Touched by Love                                     | Karen                    |                    |
| 1981 | A vadnyugat boszorkái                      | Cattle Annie and Little Britches                    | Jenny                    | Csondor Kata       |
| 1981 | A vadnyugat boszorkái                      | Cattle Annie and Little Britches                    | Jenny                    | Vadász Bea         |
| 1982 | Bolond mozi mozibolondoknak                | National Lampoon's Movie Madness                    | Liza                     | Hámori Eszter      |
| 1982 | Hat gézengúz                               | Six Pack                                            | Breezy                   | Mayer Aranka       |
| 1982 | A színpadon a Stains!                      | Ladies and Gentlemen, The Fabulous Stains           | Corinne Burns            |                    |
| 1983 | A kívülállók                               | The Outsiders                                       | Cherry Valance           | Mezei Kitty        |
| 1983 | Rablóhal                                   | Rumble Fish                                         | Patty                    | Mezei Kitty        |
| 1984 | Ha eljönnek a bomberek                     | Streets of Fire                                     | Ellen Aim                | Zakariás Éva       |
| 1984 | Gengszterek klubja                         | The Cotton Club                                     | Vera Cicero              | Kökényessy Ági     |
| 1987 | Óvakodj a hölgytől!                        | Lady Beware                                         | Katya Yarno              | Csere Ágnes        |
| 1987 | Chicago Blues – A nagyváros                | The Big Town                                        | Lorry Dane               | Györgyi Anna       |
| 1988 |                                            | Love Dream                                          | China                    |                    |
| 1990 |                                            | Vital Signs                                         | Gina Wyler               |                    |
| 1992 | Gyilkosság lólépésben                      | Knight Moves                                        | Kathy Sheppard           | Tóth Enikő         |
| 1992 | A stukker                                  | My New Gun                                          | Debbie Bender            |                    |
| 1992 |                                            | Rakujó (The Setting Sun)                            | Lian Hong                |                    |
| 1992 | Chaplin                                    | Chaplin                                             | Paulette Goddard         |                    |
| 1993 | Indián nyár                                | Indian Summer                                       | Beth Warden              |                    |
| 1995 | Dredd bíró                                 | Judge Dredd                                         | Hershey bíró             | Kisfalvi Krisztina |
| 1995 | Vad Bill                                   | Wild Bill                                           | Susannah Moore           | Szerencsi Éva      |
| 1996 | Jack                                       | Jack                                                | Karen Powell             | Vándor Éva         |
| 1996 | Fegyvermánia                               | Mad Dog Time                                        | Grace Everly             | Tóth Enikő         |
| 1997 | Szerelem másodkézből                       | The Only Thrill                                     | Katherine Fitzsimmons    |                    |
| 1997 | Gyilkosság a Fehér Házban                  | Murder at 1600                                      | Nina Chance ügynök       | Bognár Gyöngyvér   |
| 1998 |                                            | Gunshy                                              | Melissa                  |                    |
| 1999 | Séta a Holdon                              | A Walk on the Moon                                  | Pearl Kantrowitz         | Radó Denise        |
| 2000 | Kutyám, Skip                               | My Dog Skip                                         | Ellen Morris             | Fehér Anna         |
| 2000 | Viharzóna                                  | The Perfect Storm                                   | Christina Cotter         | Götz Anna          |
| 2001 | Rejtélyek háza                             | The Glass House                                     | Erin Glass               |                    |
| 2001 | Aranytartalék                              | Hardball                                            | Elizabeth Wilkes         | Balázs Ágnes       |
| 2002 | A hűtlen                                   | Connie Sumner                                       | Kovács Nóra              |                    |
| 2002 | A hűtlen                                   | Connie Sumner                                       | Nagy-Kálózy Eszter       |                    |
| 2003 | Napsütötte Toszkána                        | Under the Tuscan Sun                                | Frances                  | Vándor Éva         |
| 2005 | Kegyetlen faj                              | Fierce People                                       | Liz Earl                 | Vándor Éva         |
| 2005 | Kutyátlanok kíméljenek                     | Must Love Dogs                                      | Sarah Nolan              | Vándor Éva         |
| 2006 | Hollywoodland                              | Hollywoodland                                       | Toni Mannix              | Bognár Gyöngyvér   |
| 2008 | Gyilkosság online                          | Untraceable                                         | Jennifer Marsh           | Tóth Enikő         |
| 2008 | Hipervándor                                | Jumper                                              | Mary Rice                | Vándor Éva         |
| 2008 | Hipervándor                                | Jumper                                              | Mary Rice                | Kisfalvi Krisztina |
| 2008 | Éjjel a parton                             | Nights in Rodanthe                                  | Adrienne Willis          | Kovács Nóra        |
| 2008 | Hajsza                                     | Killshot                                            | Carmen Colson            | Vándor Éva         |
| 2010 | A paripa                                   | Secretariat                                         | Penny Chenery            | Vándor Éva         |
| 2013 | Az acélember                               | Man of Steel                                        | Martha Kent              | Kovács Nóra        |
| 2014 |                                            | Every Secret Thing                                  | Helen Manning            |                    |
| 2015 | Agymanók                                   | Inside Out                                          | Riley édesanyja (hangja) | Kisfalvi Krisztina |
| 2015 | Riley első randija? (rövidfilm)            | Riley's First Date?                                 | Riley édesanyja (hangja) | Kisfalvi Krisztina |
| 2015 | Trumbo                                     | Trumbo                                              | Cleo Trumbo              | Bertalan Ágnes     |
| 2016 | Batman Superman ellen – Az igazság hajnala | Batman v Superman: Dawn of Justice                  | Martha Kent              | Kovács Nóra        |
| 2016 | Párizs még várhat                          | Paris Can Wait                                      | Anne                     | Vándor Éva         |
| 2016 | Párizs még várhat                          | Paris Can Wait                                      | Anne                     | Kovács Nóra        |
| 2017 | Mélytorok: A Watergate-sztori              | Mark Felt: The Man Who Brought Down the White House | Audrey Felt              | Détár Enikő        |
| 2017 | Az Igazság Ligája                          | Justice League                                      | Martha Kent              | Kovács Nóra        |
| 2018 | Pszichoanyu (archív felvétel)              | Tully                                               | Corrine Burns            |                    |
| 2019 | Vihar előtt                                | Serenity                                            | Karen                    | Vándor Éva         |
| 2020 | A vér földje                               | Let Him Go                                          | Margaret Blackledge      | Kovács Nóra        |
| 2021 | Zack Snyder: Az Igazság Ligája             | Zack Snyder's Justice League                        | Martha Kent              | Kovács Nóra        |
| 2024 | Agymanók 2.                                | Inside Out 2                                        | Riley édesanyja (hangja) | Kisfalvi Krisztina |

### Televízió
| Év   | Magyar cím                     | Eredeti cím                               | Szerep                   | Megjegyzések                                               |
| ---- | ------------------------------ | ----------------------------------------- | ------------------------ | ---------------------------------------------------------- |
| 1981 |                                | Great Performances                        | Charity Royall           | 1 epizód                                                   |
| 1981 |                                | Child Bride of Short Creek                | Jessica Rae Jacobs       | tévéfilm                                                   |
| 1982 |                                | Miss All-American Beauty                  | Sally Butterfield        | tévéfilm                                                   |
| 1989 | Texasi krónikák: Lonesome Dove | Lonesome Dove                             | Lorena Wood              | minisorozat (4 epizód)                                     |
| 1990 | Régi bűnök, új világ           | Descending Angel                          | Irina Stroia             | tévéfilm                                                   |
| 1993 | Bukott angyalok                | Fallen Angels                             | Bernette Stone           | 1 epizód                                                   |
| 1994 | A kortalan hős                 | Oldest Living Confederate Widow Tells All | Lucy Honicut Marsden     | tévéfilm                                                   |
| 1995 | A vágy villamosa               | A Streetcar Named Desire                  | Stella Kowalski          | - tévéfilm - magyar hangja: - Tóth Enikő                   |
| 1998 | Grace és Gloria                | Grace & Glorie                            | Gloria                   | tévéfilm                                                   |
| 2000 | A virginiai férfi              | The Virginian                             | Molly Stark              | tévéfilm                                                   |
| 2011 | Cinéma vérité                  | Cinema Verite                             | Pat Loud                 | - tévéfilm - magyar hangja: - Györgyi Anna                 |
| 2018 | Kártyavár                      | House of Cards                            | Annette Shepherd         | 7 epizód                                                   |
| 2018 | A Romanov-dinasztia            | The Romanoffs                             | Katherine Ford           | 2 epizód                                                   |
| 2021 | Y: Az utolsó férfi             | Y: The Last Man                           | Jennifer Brown szenátor  | - minisorozat (10 epizód) - magyar hangja: - Hegyi Barbara |
| 2023 | Extrapolációk                  | Extrapolations                            | Martha Russel            | 2 epizód                                                   |
| 2024 | Viszály                        | Feud: Capote vs. The Swans                | Slim Keith               | minisorozat (8 epizód)                                     |
| 2024 | Talpig férfi                   | A Man in Full                             | Martha Croker            | - minisorozatot (6 epizód) - magyar hangja: - Vándor Éva   |
| 2024 | Álom Stúdió                    | Dream Productions                         | Riley édesanyja (hangja) | - 4 epizód - magyar hangja: - Kisfalvi Krisztina           |

## Színház
Szerepei a Broadwayen
- Cseresznyéskert (1977, 2016)
- Agamemnón (1977)
- Runaways (1978)

## Díjak és jelölések
| Év   | Jelölt film                    | Díj                                                                                                 | Eredmény      |
| ---- | ------------------------------ | --------------------------------------------------------------------------------------------------- | ------------- |
| 1980 | Egy kis románc                 | Young Artist Awards: legjobb női főszereplő                                                         | Elnyerte      |
| 1980 | Egy kis románc                 | Young Artist Awards: különdíj                                                                       | Elnyerte      |
| 1981 | Touched by Love                | Young Artist Awards: legjobb női főszereplő                                                         | Elnyerte      |
| 1984 | Rablóhal                       | Young Artist Awards: legjobb színésznő                                                              | Jelölve       |
| 1984 | A kívülállók                   | Young Artist Awards: legjobb színésznő                                                              | Jelölve       |
| 1985 | Ha eljönnek a bomberek         | Arany Málna díj – legrosszabb női mellékszereplő                                                    | Jelölve       |
| 1985 | Gengszterek klubja             | Arany Málna díj – legrosszabb női mellékszereplő                                                    | Jelölve       |
| 1989 | Texasi krónikák: Lonesome Dove | Primetime Emmy-díj a legjobb női főszereplőnek (televíziós minisorozat vagy tévéfilm)               | Jelölve       |
| 2000 | Séta a Holdon                  | Film Independent Spirit Awards: legjobb női főszereplő                                              | Jelölve       |
| 2000 | Séta a Holdon                  | Las Vegas Film Critics Society Awards: legjobb női főszereplő                                       | Jelölve       |
| 2001 | Viharzóna                      | Blockbuster Entertainment Awards: kedvenc színésznő (filmdráma)                                     | Jelölve       |
| 2001 | A virginiai férfi              | Western Heritage Awards: Bronze Wrangler (megosztva a stáb többi tagjával)                          | Elnyerte      |
| 2002 | A hűtlen                       | Golden Schmoes Awards: Az év színésznője                                                            | Jelölve       |
| 2002 | A hűtlen                       | New York Film Critics Circle Awards: legjobb női főszereplő                                         | Elnyerte      |
| 2003 | A hűtlen                       | Broadcast Film Critics Association Awards: legjobb női főszereplő                                   | Harmadik hely |
| 2003 | A hűtlen                       | Chicago Film Critics Association Awards: legjobb női főszereplő                                     | Jelölve       |
| 2003 | A hűtlen                       | Gold Derby Awards: legjobb női főszereplő                                                           | Jelölve       |
| 2003 | A hűtlen                       | Golden Globe-díj a legjobb női főszereplőnek – filmdráma                                            | Jelölve       |
| 2003 | A hűtlen                       | Hollywood Film Awards: Az év színésznője                                                            | Elnyerte      |
| 2003 | A hűtlen                       | International Online Cinema Awards (INOCA): legjobb női főszereplő                                  | Jelölve       |
| 2003 | A hűtlen                       | Italian Online Movie Awards (IOMA): legjobb női főszereplő                                          | Jelölve       |
| 2003 | A hűtlen                       | National Society of Film Critics Awards, USA: legjobb női főszereplő                                | Elnyerte      |
| 2003 | A hűtlen                       | Online Film & Television Association: legjobb női főszereplő                                        | Jelölve       |
| 2003 | A hűtlen                       | Online Film Critics Society Awards: legjobb női főszereplő                                          | Jelölve       |
| 2003 | A hűtlen                       | Oscar-díj a legjobb női főszereplőnek                                                               | Jelölve       |
| 2003 | A hűtlen                       | Phoenix Film Critics Society Awards: legjobb női főszereplő                                         | Jelölve       |
| 2003 | A hűtlen                       | Satellite Awards: legjobb női főszereplő (filmdráma)                                                | Elnyerte      |
| 2003 | A hűtlen                       | Screen Actors Guild-díj a legjobb női főszereplőnek                                                 | Jelölve       |
| 2003 | A hűtlen                       | ShoWest Convention, USA: Az év női filmcsillagja                                                    | Elnyerte      |
| 2003 | A hűtlen                       | Vancouver Film Critics Circle: legjobb női főszereplő                                               | Harmadik hely |
| 2004 | Napsütötte Toszkána            | Golden Globe-díj a legjobb női főszereplőnek – filmmusical vagy vígjáték                            | Jelölve       |
| 2004 | Napsütötte Toszkána            | Santa Barbara International Film Festival – American Riviera Award                                  | Elnyerte      |
| 2004 | Napsütötte Toszkána            | Satellite Award: legjobb női főszereplő – filmmusical vagy vígjáték                                 | Jelölve       |
| 2009 | Éjjel a parton                 | AARP Movies for Grownups Awards: legjobb szerelmi történet (megosztva Richard Gere-rel)             | Jelölve       |
| 2010 | A paripa                       | Women's Image Network Awards: legjobb színésznő                                                     | Jelölve       |
| 2011 | Cinéma vérité                  | Primetime Emmy-díj a legjobb női főszereplőnek (televíziós minisorozat vagy tévéfilm)               | Jelölve       |
| 2011 | Cinéma vérité                  | Gold Derby Awards: legjobb női főszereplő (televíziós minisorozat vagy tévéfilm)                    | Jelölve       |
| 2011 | Cinéma vérité                  | Online Film & Television Association: legjobb női főszereplő (televíziós minisorozat vagy tévéfilm) | Jelölve       |
| 2011 | Cinéma vérité                  | Satellite Awards: legjobb női főszereplő (televíziós minisorozat vagy tévéfilm)                     | Jelölve       |
| 2011 | Cinéma vérité                  | Women's Image Network Awards: legjobb színésznő (televíziós minisorozat vagy tévéfilm)              | Elnyerte      |
| 2012 | Cinéma vérité                  | Golden Globe-díj a legjobb női főszereplőnek (minisorozat vagy tévéfilm)                            | Jelölve       |
| 2012 | Cinéma vérité                  | Savannah Film Festival – különdíj                                                                   | Elnyerte      |
| 2012 | Cinéma vérité                  | Screen Actors Guild-díj a legjobb színésznőnek (minisorozat vagy tévéfilm)                          | Jelölve       |
| 2016 | Agymanók                       | Behind the Voice Actors Awards – legjobb szinkronizálás (megosztva a stáb többi tagjával)           | Elnyerte      |
| 2016 | Trumbo                         | Screen Actors Guild-díj a legjobb szereplőgárdának (mozifilm)                                       | Jelölve       |
| 2017 |                                | Sarasota Film Festival – Életműdíj                                                                  | Elnyerte      |

## Fordítás
- Ez a szócikk részben vagy egészben  a   List of Diane Lane performances című angol Wikipédia-szócikk ezen változatának fordításán alapul.  Az eredeti cikk szerkesztőit annak laptörténete sorolja fel. Ez a jelzés csupán a megfogalmazás eredetét és a szerzői jogokat jelzi, nem szolgál a cikkben szereplő információk forrásmegjelöléseként.